# Sarah Greenwood
Sarah Greenwood é um decorador de arte estadunidense. Ao lado de Katie Spencer, foi indicada ao Oscar de melhor direção de arte em quatro ocasiões: Pride & Prejudice (2005), Atonement (2007), Sherlock Holmes (2009) e Anna Karenina (2012).